# Barrage de Derna
Le barrage de Derna est un barrage de Libye situé sur le cours de l'oued Derna, en amont de Derna, dans le Djebel Akhdar. Il sert à l'irrigation et à la prévention des crues. Cependant, par manque de maintenance et lors de la tempête Daniel, il se rompt brutalement avec le barrage de Mansour le 10 septembre 2023, entraînant une inondation catastrophique de la ville et provoquant des destructions majeures, plus de 10 000 morts et autant de disparus.